# Lladorre
Lladorre – gmina w Hiszpanii, w prowincji Lleida, w Katalonii, o powierzchni 148,25 km². W 2011 roku gmina liczyła 239 mieszkańców.